# Liste der Biografien/Lank
Liste der Biografien |
Portal Biografien |
Personensuche
# |
A |
B |
C |
D |
E |
F |
G |
H |
I |
J |
K |
L |
M |
N |
O |
P |
Q |
R |
S |
T |
U |
V |
W |
X |
Y |
Z |
?
 
La |
Lb |
Lc |
Le |
Lg |
Lh |
Li |
Lj |
Ll |
Lm |
Lo |
Lp |
Lt |
Lu |
Lv |
Lw |
Lx |
Ly |
Lz
 
Laa |
Lab |
Lac |
Lad |
Lae–Lah |
Lai |
Laj |
Lak |
Lal |
Lam |
Lan |
Lao |
Lap |
Laq |
Lar |
Las |
Lat |
Lau |
Lav |
Law |
Lax |
Lay |
Laz
 
Lana |
Lanc |
Land |
Lane |
Lanf |
Lang |
Lanh |
Lani |
Lanj |
Lank |
Lanl |
Lanm |
Lann |
Lano |
Lanp |
Lanq |
Lanr |
Lans |
Lant |
Lanu |
Lanv |
Lanw |
Lanx |
Lany |
Lanz
Die Liste der Biografien führt alle Personen auf, die in der deutschsprachigen Wikipedia einen Artikel haben. Dieses ist eine Teilliste mit 42 Einträgen von Personen, deren Namen mit den Buchstaben „Lank“ beginnt.

## Lank

### Lanka
- Lanka, Stefan (* 1963), deutscher Biologe, Autor von Verschwörungstheorien, AIDS-LeugnerStefan Lanka (* 1963)

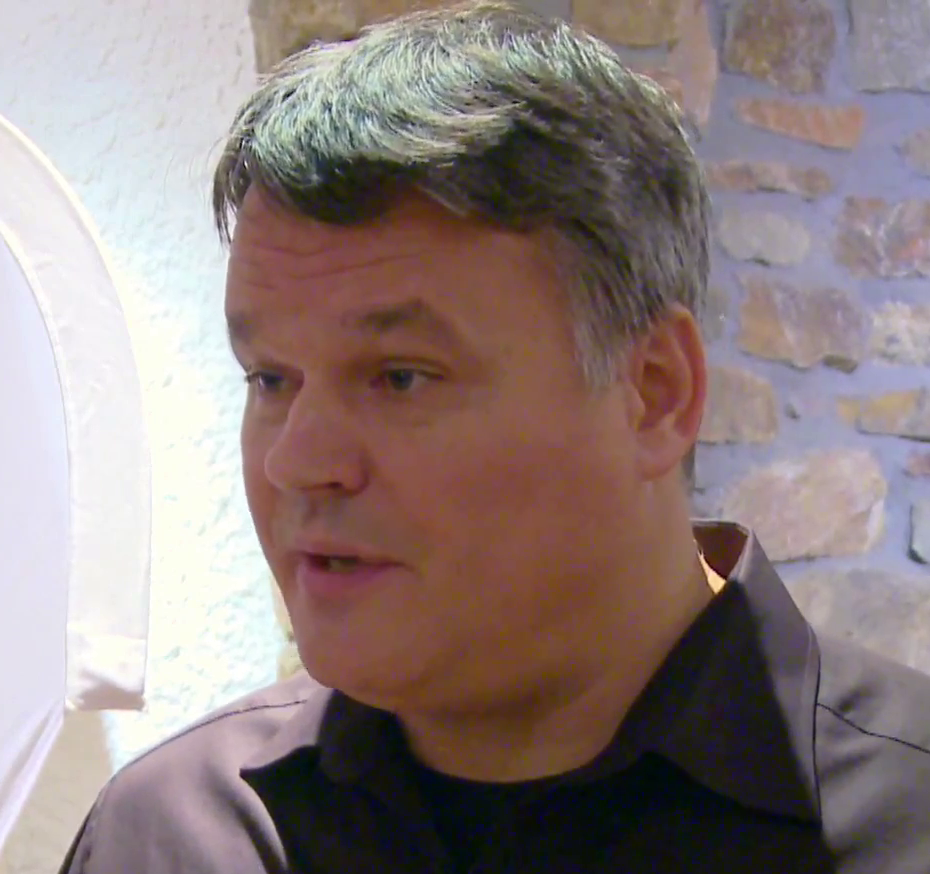
Stefan Lanka (* 1963)

- Lanka, Zigurds (* 1960), lettischer Schachspieler und -trainer
- Lankarani, Mohammad Fazel (1931–2007), schiitischer Geistlicher
- Lankas, Aurimas (* 1985), litauischer Kanute
- Lankau, Johanna (1866–1921), deutsche Schriftstellerin
- Lankau, Ralf (* 1961), deutscher Medientheoretiker und Hochschullehrer
- Lankauskas, Alfredas (* 1950), litauischer Politiker und Hochschullehrer

### Lanke
- Lånke, Ola T. (* 1948), norwegischer Politiker (Kristelig Folkeparti), Mitglied des Storting
- Lanken, Claudia von (* 1977), deutsche Fußballspielerin und -trainerin
- Lankenau, Heinrich (1891–1983), deutscher SS-Gruppenführer und General in der Ordnungspolizei
- Lankenau, Henry (1908–1987), deutscher Politiker (SPD), MdBB
- Lankenau, Irmgard (1952–2004), deutsche Bibliothekarin
- Lankenau, Wilfried (* 1949), deutscher Handballspieler
- Lankensperger, Georg (1779–1847), deutscher Wagenbauer, Erfinder der Achsschenkellenkung
- Lanker, Heinz (1916–1978), deutscher Schauspieler, Hörspielsprecher und Theaterregisseur
- Lankeren, Ron Van (* 1965), deutscher Sänger und Komponist
- Lankes, Franz (* 1968), deutscher Biathlontrainer, Skitechniker, Guide im Behindertensport und früherer Biathlet
- Lankes, Johann Christian (1919–1997), deutscher Diplomat
- Lankes, Paul (1926–2021), deutscher Kunstpädagoge und Hochschullehrer
- Lankester, Edwin (1814–1874), britischer Arzt, Naturforscher und Reformer des Gesundheitswesens
- Lankester, Ray (1847–1929), britischer Zoologe

### Lankf
- Lankford, James (* 1968), US-amerikanischer Politiker
- Lankford, Kevin (* 1998), deutsch-amerikanischer Fußballspieler
- Lankford, Kim (* 1962), US-amerikanische Schauspielerin
- Lankford, Menalcus (1883–1937), US-amerikanischer Politiker
- Lankford, Richard (1914–2003), US-amerikanischer Politiker
- Lankford, William Chester (1877–1964), US-amerikanischer Politiker

### Lankh
- Lankhaar, Joop (* 1966), niederländischer Fußballspieler
- Lankheit, Klaus (1913–1992), deutscher Kunsthistoriker
- Lankhorst, Peter (* 1947), niederländischer Politiker

### Lanki
- Lankin, Dmitri Sergejewitsch (* 1997), russischer Gerätturner
- Lankin, Eliyahu (1914–1994), revisionistischer Zionist, Betarmitglied, Irgun-Kommandeur, Knessetmitglied und Führer der Altalena
- Lankinen, Kevin (* 1995), finnischer Eishockeytorwart
- Lankinen, Pirjo (* 1963), finnische Schauspielerin
- Lankisch, Paul Georg (* 1943), deutscher Internist

### Lankl
- Lankl, Ludwig (* 1956), deutscher Politiker (CSU), Landrat des Landkreises Freyung-Grafenau

### Lanko
- Lankoandé, Ali (1930–2014), burkinischer Politiker, Parteipräsident PDP/PS, Mitglied der Nationalversammlung, Präsidentschaftskandidat 2005
- Lankondé, Issoufou (1954–2014), nigrischer Bildhauer
- Lankosaari, Sanna (* 1978), finnische Eishockeyspielerin
- Lankosz, Józef (1907–1986), polnischer Skisportler
- Lankova, Irina (* 1977), belgische Pianistin
- Lankow, Andrei Nikolajewitsch (* 1963), russischer Orientalist